# Husajn al-Chálidí
Husejn al-Chalidi (arabsky: حسين فخري الخالدي, Husajn Fachri al-Chalidi, hebrejsky: חוסיין אל-ח'אלידי, žil 1895–1966) byl palestinský arabský politik a starosta Jeruzaléma v období let 1934–1937. Zakladatel Reformní strany.
Do funkce se dostal jako kandidát muslimských Arabů na základě výsledků komunálních voleb konaných 26. září 1934, v nichž zvítězil. Židé tvořili sice většinu populace, ale kandidáta na starostu nominovat nemohli). Starostou byl jmenován až v lednu 1935. Přičemž místostarosty se stali Danijel Auster (představitel židovské komunity) a Jakub Faradž (arabský křesťan). Jeho funkční období spadá do doby vyostřeného etnického a náboženského konfliktu mezi Židy a Araby v tehdejší mandátní Palestině. Do funkce nastoupil jako představitel arabské (muslimské) komunity v období před vypuknutím Arabského povstání v Palestině, které probíhalo v letech 1936 až 1939, během kterého byl mandátními úřady sesazen. Byl členem rodiny al-Chalidi, do níž patřil i jeden z pozdějších starostů Mustafa al-Chálidí. Později se stal dočasně předsedou vlády Jordánska.